# Philippe Vilain XIIII
Pour les articles homonymes, voir Vilain XIIII.
Le comte Philippe Vilain XIIII (prononciation « vilain quatorze ») né à Gand le 17 décembre 1778 et mort à Bruxelles le 27 avril 1856, est un homme politique, industriel et grand propriétaire foncier belge.

## Biographie
Philippe Louis Marie Ghislain Vilain XIIII, né à Gand le 17 décembre 1778, est le fils de Philippe Vilain XIIII, magistrat à Gand, et d'Anne de Ghellinck de Potteghem. La famille Vilain XIIII est d'ancienne noblesse flamande. Philippe Vilain XIIII épouse le 5 avril 1802 la baronne Sophie de Feltz, fille du baron Guillaume de Feltz, un haut fonctionnaire luxembourgeois qui était au service de l'Autriche. Elle est dame du Palais de Marie-Louise d'Autriche, impératrice de France. À ce titre, c'est elle qui tient Napoléon II, roi de Rome, sur les fonts baptismaux le 9 juin 1811. Après l'indépendance belge, elle remplit les fonctions de dame du Palais de Louise-Marie d'Orléans, reine des Belges. 
Ils ont huit enfants:
- Charles-Ghislain Vilain XIIII 1803-1878 : homme d'État et diplomate ;
- Rosalie 1807-1809 ;
- Alix 1808-1809 ;
- Alfred Vilain XIIII 1810-1886 : bourgmestre et sénateur (père de Stanislas Vilain XIIII, bourgmestre et sénateur) ;
- Marie-Louise-Victoire 1811-1883 ;
- Amédée 1815-1857 ;
- Emma Elisabeth 1816-1864, mariée avec Prosper de Kerchove de Denterghem ;
- Rosalie-Pauline 1824-1894.

Il est sous le Premier Empire, membre du Collège électoral et du Conseil général de l'Escaut, maire de Gand, commandant de la garde d'honneur du département de l'Escaut, lieutenant de la louveterie impériale. Il a été créé comte Vilain XIIII et de l'Empire le 27 décembre 1811. 
Sous la période hollandaise, il est nommé chambellan du roi Guillaume Ier des Pays-Bas) et membre de la Seconde Chambre des États généraux des Pays-Bas de 1815 à 1829 à La Haye. Au cours de cette période, il vote constamment avec la minorité en faveur de la liberté de conscience et d'enseignement.
À la suite de la révolution belge en septembre 1830, il est élu membre du district de Saint-Nicolas au Congrès national de Belgique. Il siège au Sénat belge de 1831 à 1851 à la suite de la démission, en sa faveur, et pour raison d'âge, de François Van Ruymbeke, premier sénateur élu de l'arrondissement de Courtrai. Il est nommé vice-président du Sénat et dès sa constitution et occupe ce poste jusqu'en 1848.
Au niveau communal, il a été maire de Bazel de 1800 à 1856 et de Rupelmonde pendant 24 ans.
Il est également membre de la franc-maçonnerie, loge « La Bonne Amitié » à Namur (Grand Orient de Belgique) et « Les Amis philanthropes » n° 1, à Bruxelles (Grand Orient de Belgique).

## Distinctions
Il a reçu, entre autres, les distinctions suivantes :
- Grand officier de l'ordre de Léopold en 1855 (Belgique).
- Croix de fer (Belgique).
- Commandeur de la Légion d'honneur (France).
- Chevalier de l'ordre du Lion Belgique (Pays-Bas).